# 常態化差值植生指標

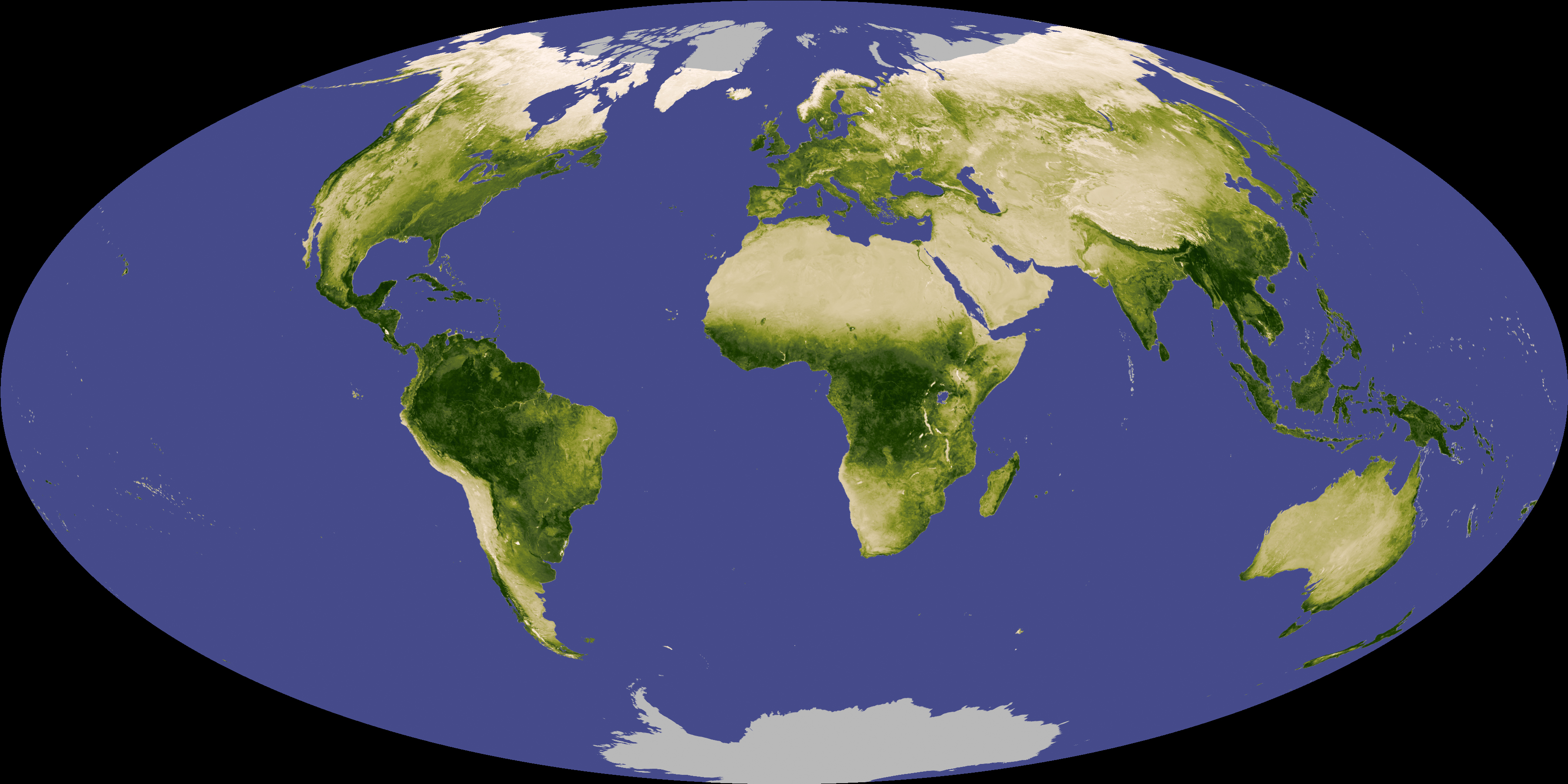
Negative values of NDVI (values approaching -1) correspond to water. Values close to zero (-0.1 to 0.1) generally correspond to barren areas of rock, sand, or snow. Lastly, low, positive values represent shrub and grassland (approximately 0.2 to 0.4), while high values indicate temperate and tropical rainforests (values approaching 1).

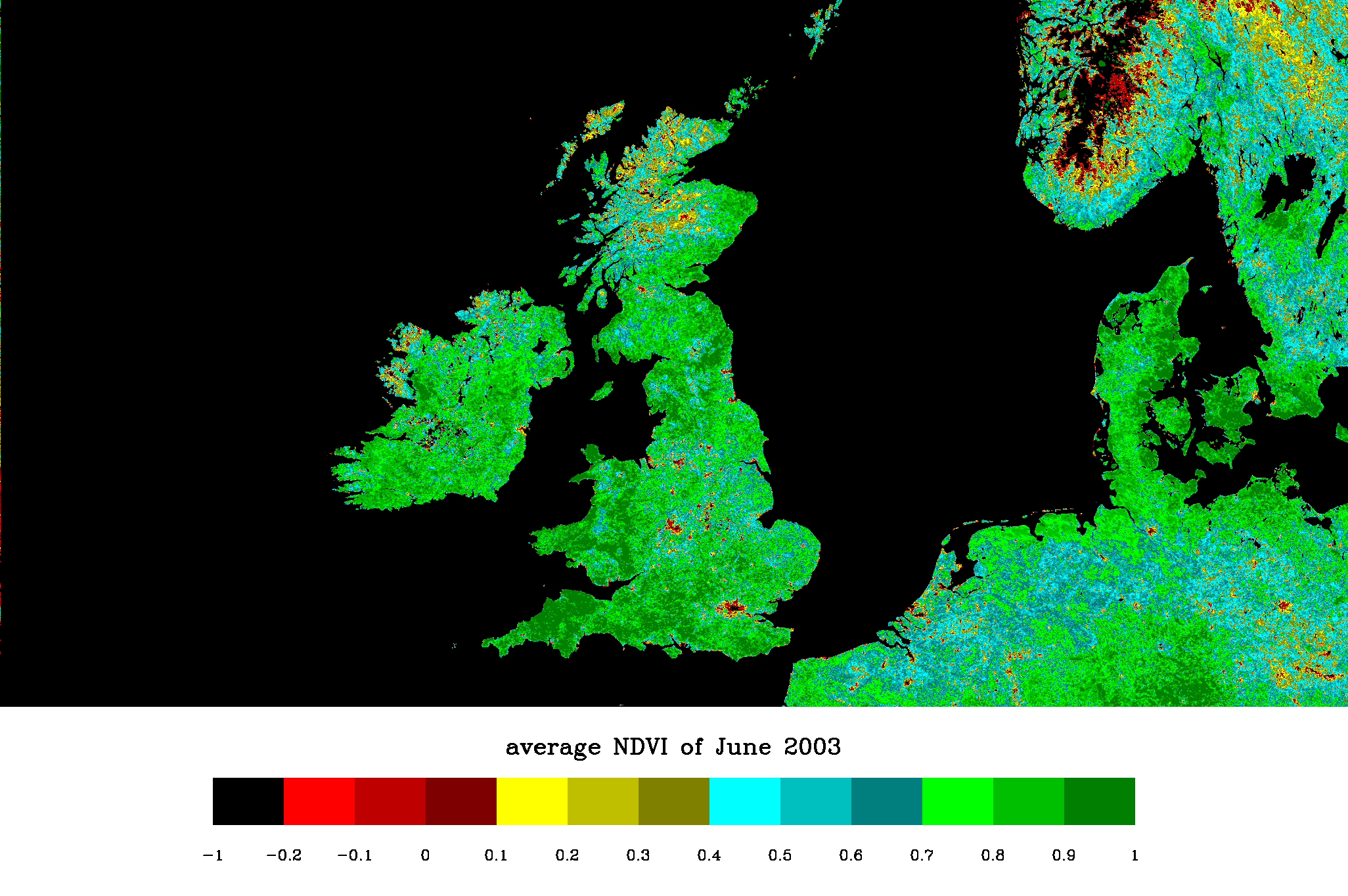
NDVI in June over the British Isles (NOAA AVHRR)

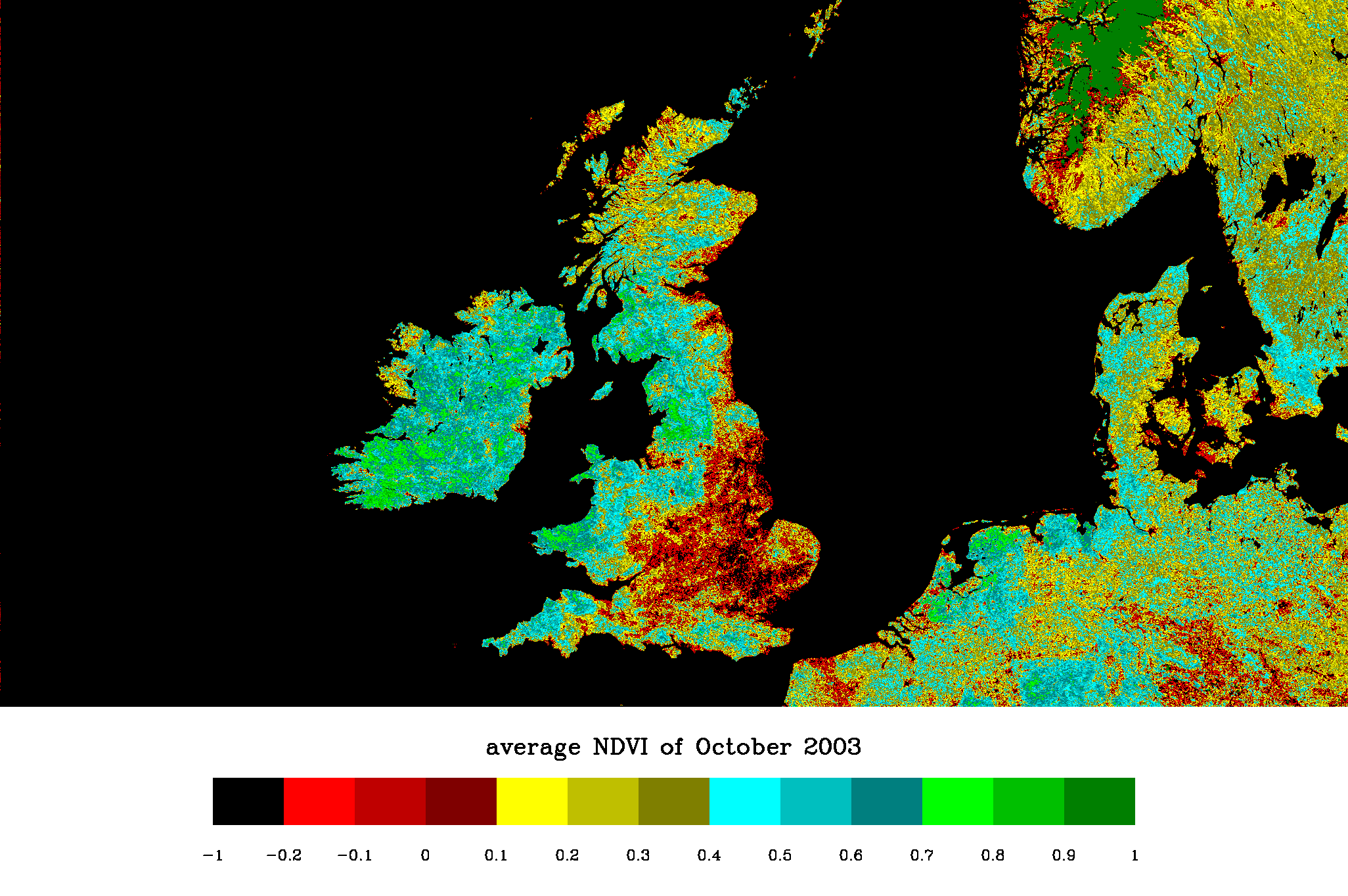
NDVI in October over the British Isles (NOAA AVHRR)

歸一化植被指數（Normalized Difference Vegetation Index；NDVI）又譯标准化植被指数、常態化差值植生指標，是一個数值指標，通常（但不一定）是從太空來作觀測，用於分析遥感观测所得到的信息。NDVI通常是用卫星遥感数据计算，以評估目標地區綠色植被的生長状况。
計算方式是利用紅光與近紅外光的反射，能顯示出植物生長、生態系的活力與生產力等信息。數值愈大表示植物生長愈多。公式如下：
{\displaystyle NDVI={\frac {(NIR-RED)}{(NIR+RED)}}}
NIR為近紅外光反射；RED為紅光反射，NDVI之值介於-1到1之間。
當RED=0時，有最大值1；反之，當NIR=0時，有最小值-1。

## 外部連結
- Background on NOAA AVHRR
- Background on NDVI （页面存档备份，存于）
- FAQ about vegetation indices
- FAPAR as a replacement for NDVI
- NDVICentral